# Rue Wazon
La rue Wazon est une rue du quartier administratif du Centre de Liège (Belgique) reliant la rue Saint-Gilles à la rue Saint-Laurent.

## Odonymie
La rue rend hommage à Wazon né vers 980 et mort le 8 juillet 1048. Il fut prince-évêque de Liège de 1042 à 1048.

## Situation et description
Cette voie commence au carrefour avec la rue Saint-Gilles. La rue Wazon se situe alors en contrebas de l'autoroute A602 mais s'en écarte rapidement pour monter progressivement vers la colline historique de Publémont et l'ancienne abbaye Saint-Laurent qu'elle rejoint à hauteur de la rue Saint-Laurent. La rue mesure environ 580 mètres et compte approximativement 120 immeubles.

## Architecture
Créée en 1869, la rue possède plusieurs immeubles repris à l'inventaire du patrimoine culturel immobilier de la Wallonie. Parmi ceux-ci, on peut citer :
- aux nos 7/9, des maisons jumelles de style Art Nouveau géométrique datées de 1912 et réalisées d'après les plans de P. Janss[2],
- aux nos 38 (datée de 1889) et 42, deux maisons de style néo-classique signées par l'architecte Paul Jaspar,
- aux nos 43, 45, 47 et 64, quatre maisons de style Art nouveau,
- au no 65, hôtel de maître où naquit Isi Collin, journaliste et poète liégeois (1873-1931)[3],
- aux nos 68, 70, 72 et 74, quatre maisons réalisées entre 1902 et 1904 par l'architecte Joseph Crahay.

## Voies adjacentes
- Rue Defrance
- Rue Saint-Gilles
- Rue Reynier
- Rue Chevaufosse
- Rue Étienne Soubre
- Rue César Franck
- Rue Monulphe
- Rue Saint-Laurent
- Rue Bidault